# Юрай Палкович
Юрай Палкович (Juraj Palkovič, 27 лютого 1769, Рімавска Баня — 13 червня 1850, Братислава) — словацький байкар, перекладач, драматург, журналіст, філолог та автор церковно-філософських творів.

## Життєпис
Народився у 1769 році в сільській родині середнього статку. Спочатку навчався у сільській школі, згодом у міській школі Добшини, яку закінчив 1786 року. Того ж року вступив до ліцею в Шопроні, який закінчив у 1790 році. Деякий час працював у школі в Будікованих.
У 1792 році вступив до університету в Єні, де навчався до 1793-го. У 1794 році повернувся на батьківщину, де став працювати вчителем у с. Ліченці, потім був домашнім вчителем голови Гемерської жупи.
У 1803 році був одним з ініціаторів створення кафедри чехо-словацької мови та літератури в середній Євангельській школі міста Пресбург (сучасна Братислава). Тут він у званні професора викладав до 1837 року. Після цього зосередив основну увагу на літературній діяльності. Помер у 1850 році в Братиславі.

## Творчість
Юрай Палкович намагався освоїти нові для словацької літератури жанри: епічне віршоване оповідання з лицарсько-романтичним сюжетом та фарс в прозі («Два постріли та три шорохи»).
У віршах його збірки «Муза зі словацьких гір» (1801 рік, перше словацьке видання поезії окремою книгою) переважають моралізаторські і анакреонтичні мотиви, що виникли як реакція на релігійний аскетизм. Інша збірка «Пісні Богородиці зі словацьких гір» (1798 рік) має релігійний зміст (не була видана).
Найбільше значення мала просвітницька та культурно-видавнича діяльність Палковича. Широке поширення отримали його народні календарі (1805–1847 роки), політичний тижневик «Týdenník» (1812–1818 роки), який інформував також про книги та повчально-розважальний альманах «Tatranka» (1832–1847).
Палкович також здійснював численні переклади з німецької, давньогрецької мов. Зокрема один з перших перекладів «Іліади» Гомера.